# 10156 Darnley
10156 Darnley è un asteroide della fascia principale. Scoperto nel 1994, presenta un'orbita caratterizzata da un semiasse maggiore pari a 2,283896 UA e da un'eccentricità di 0,169318, inclinata di 2,862496° rispetto all'eclittica. Ha un diametro di 2,804 km. Ha un periodo di rotazione di 24,044 ore.